# Mount George (Alaska)
Der Mount George ist ein 3104 m hoher Gipfel in der Eliaskette in Alaska (USA).
Unterhalb des Gipfels auf einer Höhe von 1150 m vereinigen sich Anderson- und Chitina-Gletscher. Der Gipfel befindet sich im äußersten Westen eines Bergkamms, der entlang der Nordflanke des Chitina-Gletschers zum Mount Steele führt. Knapp 700 m weiter östlich vom Gipfel verläuft die Staatsgrenze zu Kanada. Der Mount George wurde 1916 von der International Boundary Commission (IBC) zu Ehren des britischen Königs Georg V. benannt.